# Bolboschoenus robustus
Bolboschoenus robustus är en halvgräsart som först beskrevs av Frederick Traugott Pursh, och fick sitt nu gällande namn av Jiří Soják. Bolboschoenus robustus ingår i släktet Bolboschoenus och familjen halvgräs. Inga underarter finns listade i Catalogue of Life.